# Marbella Fútbol Club
El Marbella Fútbol Club es un club de fútbol de España, de la ciudad de Marbella en Málaga. Fue fundado en 1997 y juega en el Grupo 2 de la Primera Federación.

## Historia
La Unión Deportiva Marbella se fundó en 1997. Después de que su predecesor, el Club Atlético de Marbella, se viera ahogado por las deudas, el equipo se vio forzado a comenzar desde cero, en la Regional Preferente. Tras un año espectacular, y con un equipo formado mayoritariamente por jugadores de Marbella, el equipo solo perdió un partido, jugando la fase de ascenso frente a Imperio Albolote, Huercalense y Arjonilla, consiguiendo el ascenso en el terreno de juego del equipo jienense. En la temporada 98-99 debuta en 3.ª División. Se apuesta por Paco Medina como entrenador, haciendo una temporada con muchos altos y bajos y quedando el club clasificado al final de la liga en 8.ª posición. En esta temporada, el club pierde a uno de sus jugadores más emblemáticos, Antonio Caro Peña, que cayó lesionado algunas jornadas antes de finalizar la liga y decide retirarse del fútbol como profesional y quedándose dentro de la entidad como gerente durante unos años. Durante la temporada 99-00 el entrenador es Jiménez Rueda. Este año se incorpora nuevamente como jugador Merino. A pesar de todo el club vuelve a quedar clasificado al final de la Liga en 9.ª posición.
En la temporada siguiente llega como entrenador José Luis Burgueña Arroyo. Se hace una magnífica temporada quedando el club campeón de la Tercera División y jugando, por tanto, su primera liga de ascenso a 2.ª División B. Los rivales de esta liguilla de ascenso fueron: Betis "B", Cuenca y Plasencia, perdiendo en la primera jornada por un contundente 6-1 en el campo del filial bético, siendo un duro golpe del equipo no se supo reponer, terminando la liguilla en segunda posición.
En la temporada 01-02 continúa en el banquillo costasoleño Burgueña. El club juega este año la Copa de S.M. El Rey, cayendo eliminado en la primera ronda por el C.D. Diter Zafra. Este mismo año debuta como jugador Kepa, que llegó a jugar en las filas de Sevilla FC de 1.ª División y consiguiendo en su partido debut contra el Úbeda un gol de cabeza que dio la victoria al club. Este mismo año, la Unión Deportiva Marbella juega un amistoso en el Municipal contra el Bayern Múnich siendo el resultado final de 0-0 y otro amistoso más contra el Alavés que en esos momentos dirigía Mané y cuyo resultado fue de 0-1. Al final de la liga, el club quedó clasificado en 6.ª posición. En esta temporada el club se clasifica como semifinalista de la Copa Real Federación Española de Fútbol, cayendo eliminado en el campo del Club de Fútbol Gavà.

### Regreso a Segunda División B
Sigue José Luis Burgueña como entrenador para la campaña 02/03. En esta temporada se decide traspasar a Kepa al Sevilla FC. Se realiza una buena temporada quedando el club clasificado en 2.ª posición y jugando su 2.ª Liguilla de Ascenso a 2.ª División "B". Los rivales de esta liguilla fueron: A.D. Cerro Reyes Atco., C.D. Alcalá y Club Deportivo Guadalajara. La Unión Deportiva Marbella no perdió ningún partido y consigue el tan ansiado ascenso a la categoría de bronce del Fútbol Español en el campo "Francisco Bono" del Alcalá de Guadaíra con el resultado de 0-1 gol de Cipri y que desató la locura de todos los aficionados allí presentes, así como de toda la afición blanquilla.
El año de debut en Segunda División B está marcado por la continuación de José Luis Burgueña. Esta primera temporada del club en Segunda División B fue de adaptación pues el club quedó clasificado en 15.ª posición pagando su inexperiencia en la categoría. Al término de esta temporada, José Luis Burgueña pone fin a su etapa en el club. 
Accede al banquillo de cara a la campaña 04/05, Antonio Gutiérrez Cuadrado. El equipo hace una buena temporada ya que se mantiene durante 33 jornadas dentro de los puestos que dan opción a jugar la Fase de Ascenso a Segunda "A", pero al final, a falta de dos jornadas para la conclusión del campeonato, el equipo se descuelga y queda clasificado finalmente en la 5.ª posición de la tabla, a tan sólo 2 puntos del 4.º Clasificado, el Lorca. El Marbella, aunque queda fuera de la fase de ascenso, sí se clasifica para jugar la temporada siguiente la Copa del Rey, suponiendo pues, la mejor temporada del Marbella desde su retorno a Segunda División B. 
En la campaña 05/06 bajo la batuta del tándem Paco Flores y Pablo Jiménez no se conjunta una buena plantilla y se ve desplazado hasta posiciones más lejanas, concretamente la duodécima y siendo eliminado por el Baza en la primera ronda de la Copa del Rey. A falta de ocho jornadas para el final de liga, Paco Flores y Pablo Jiménez son destituidos, ocupando el puesto de entrenador Juan Ramón López Muñiz.
La temporada 06/07 empieza con Muñiz al mando, en la que integra algunos refuerzos de garantías y un bloque de jugadores que continúan de la temporada anterior. Tras un gran arranque de liga donde se llegó a ir líder, después de la jornada 10 López Muñiz deja el club para marcharse al Málaga CF. Su sustituto fue Antolín Gonzalo. El equipo se mantuvo en la misma dinámica continuando en puestos de ascenso, pero en las 10 jornadas finales fue perdiendo fuerza, consiguiendo finalmente una meritoria séptima posición.
La edición 07/08 resulta frustrante pues durante el torneo el equipo ocupa puestos rezagados que hacen temer a su afición por un posible descenso. El técnico Antolín Gonzalo es sustituido por el exjugador Oliveiro Jesús Álvarez González “Oli” después de la tercera jornada. Tras acertar en los fichajes de invierno, el Marbella consigue salvarse matemáticamente en la última jornada quedando en 15.ª posición.
Después del susto, en la campaña 08/09 con el segoviano José Luis Montes al frente del banquillo se refuerza la plantilla y radicalmente se cambia de signo, ocupándose una meritoria cuarta plaza que le alcanza para promocionar a Segunda División A. En esta fase eliminatoria carece de fortuna y pierde 0-2 en casa ante el Lorca Deportiva C.F., consiguiendo vencer en tierras murcianas por 0-1 con lo cual no accede a la siguiente ronda. Sin embargo, el esfuerzo económico realizado para traer jugadores de calidad deviene en una crisis institucional por retrasos en los pagos de las nóminas de la plantilla y cuerpo técnico. Tras doce años al frente del club, Antonio Pérez Ramos deja paso el 17 de junio de 2009 al empresario inmobiliario Rafael González-Cobos Bautista como presidente de la entidad costasoleña.

### Descenso a Tercera División
En la temporada 2009/2010 sin las penurias económicas de la temporada anterior, la UD Marbella ficha a consecuencia y configura un equipo para optar a los puestos de ascenso, objetivo que no se ve refrendado al no dar los resultados esperados y finalizar el equipo decimonoveno tras hacerse cargo del equipo en febrero el madrileño Alfredo Santaelena, terminando muy descolgado en la tabla clasificatoria. Este puesto acarrea la pérdida de la categoría además de cerrar un ciclo de siete temporadas consecutivas instalados en la división de bronce y desciende a Tercera División.
En la temporada 2010/2011 con un presupuesto inferior con respecto al año anterior, se apuesta por una plantilla con muchos jugadores de Marbella y localidades cercanas, bajo el mando de Adrián Cervera. El equipo no pasa apuros y termina en décima posición. Al finalizar la temporada el capitán Daniel Sánchez Biedma Dani anuncia su retirada tras 15 años defendiendo los colores del equipo de su ciudad, siendo hasta la fecha el jugador que más partidos ha disputado en la historia del club.
En la temporada 2011/2012 la UD Marbella finaliza el campeonato en la tercera plaza de la clasificación, jugando la fase de ascenso de Segunda División B. Donde pasó la primera ronda eliminando al C.D.Mairena (Ida 3-1 Nuevo Estadio del Alcor) (Vuelta 2-0 en el Estadio Municipal) al remontar una eliminatoria que se le había puesto muy cuesta arriba con goles del delantero argentino Pibe. En la segunda eliminatoria el conjunto marbellí cayó derrotado ante el Real Madrid C. En la ida la UD Marbella empezó metiendo un gol, terminando el partido con el resultado de 1-2 a favor de los madrileños. La vuelta se jugó en la Ciudad Deportiva de Valdebebas siendo derrotado de nuevo los marbellíes, esta vez por 2-0.
La temporada 2012/2013 la UD Marbella arranca manteniendo a Adrián Cervera en el banquillo, pero con un presupuesto más ajustado que en las dos temporadas anteriores en la Tercera División.

### Periodo de regeneración y regreso a Segunda División B
El 13 de febrero de 2013 al término de un periodo de negociaciones largo, un grupo de inversores rusos logró hacerse con la totalidad del club, siendo así declarado nuevo presidente de la entidad Alexander Grinberg, así llegarían los pagos atrasados a futbolistas y entrenadores.
El 28 de junio de 2013, bajo iniciativa del presidente Alexander Grinberg y con la idea de atraer afición extranjera, la entidad fue renombrada como Marbella Fútbol Club.
El Marbella Fútbol Club en la temporada 2013/2014 consiguió quedar primero del grupo IX de Tercera División donde logró clasificarse para jugar la promoción de ascenso a Segunda División B consiguiendo el campeonato el campo del mauli de Antequera tras ganar por goleada, quedó primero por delante del Linares, Atlético Malagueño y Loja CD, en la promoción de ascenso a eliminatoria única le tocó enfrentarse al CD Eldense, estos fueron los resultados: CD Eldense 1-0 Marbella Fútbol Club en la ida y consiguió remontar en la vuelta 3-1 donde hubo una asistencia que no se recordaba desde el año que se enfrentó al Atlético de Madrid en Copa del Rey de 5000 espectadores consiguiendo así el ascenso a Segunda División B.
El 23 de agosto de 2014, comenzó la temporada 2014/2015, en la que el Marbella comenzó muy enchufado, logrando puntuar en las 6 primeras jornadas de liga, logrando de esta forma estar en tercera posición. Sin embargo, el equipo tendría una crisis de resultados que acabarían provocando la destitución del técnico Jaime Molina, quien había estado al frente del equipo en el ascenso de la pasada campaña.
Se apuesta por Pablo Alfaro. Sin embargo, el equipo volvió a sufrir otra crisis entre enero y marzo de 2015, que hace que el equipo se coloque en descenso en la jornada 30, debido a la derrota por 1-0 ante el Lorca. Finalmente, es destituido el entrenador y se apuesta por un exjugador del Club Atlético de Marbella, Loren Morón.
Desde la llegada de este último, el equipo no pierde ningún partido hasta el final de la temporada, logrando no solo la salvación, sino también acabar la temporada en 10.ª posición con 51 puntos, logrando de esta forma que el equipo participara la temporada siguiente en Segunda División B.
En la temporada 2015/2016, el equipo comienza la temporada igual que la anterior, consiguiendo puntuar las 7 primeras jornadas, logrando estar en 7.ª posición con 11 puntos. Sin embargo, a falta de tres jornadas para el final del campeonato, Loren es destituido y en su lugar se apostó por Aitor Larrazábal con el que se finalizó la temporada salvando la categoría quedando en 14.ª posición con 45 puntos.
En la temporada 2016/2017 se construye una plantilla para luchar por el ascenso a Segunda División. Se apuesta por Mehdi Nafti como entrenador. Sin embargo, pese a que el equipo finaliza la primera vuelta en 3.ª posición es destituido por Miguel Álvarez, quien no logra clasificar al equipo para disputar la liguilla, siendo también destituido por Fael, finalizando la temporada en 7.ª posición, clasificándose para la próxima edición de la Copa del Rey.
En la temporada 2017/2018 el equipo pretende conseguir la salvación y la clasificación para la Copa del Rey. Se apuesta por Fernando Estévez como entrenador. Pese a que el equipo esta en las primeras jornadas en la zona media de la clasificación, el equipo comienza a escalar puestos llegando a estar en 1.ª posición durante varias semanas. Sin embargo, fue eliminado por la Gimnástica Segoviana en la segunda ronda de la Copa del Rey y a falta de dos jornadas para el final del campeonato el equipo pierde el liderato, quedando en 2.ª posición con 70 puntos y a un punto del Cartagena, siendo la mejor temporada de la historia de la entidad blanquilla. En la liguilla el equipo pierde en la ida frente al Celta "B" por 2-0 y pese a que remonta en la vuelta con un doblete de Francis Ferrón, el equipo pierde en la tanda de penaltis, poniendo fin a la mejor temporada de la historia del club.

### Llegada de BestOfYou y Zhao Zhen
En la temporada 2018/2019 el equipo tiene como objetivo volver a quedar entre los cuatro primeros. Sin embargo, Fernando Estévez decide no continuar como técnico y se apuesta por su segundo, Padilla, el cual es destituido en diciembre, debido a que el equipo estaba en puestos de descenso a Tercera División. A mediados de noviembre, Alexander Grinberg vende al club al empresario chino Zhao Zhen. Tras la destitución de Padilla, se contrata a David García Cubillo, con el que el equipo logra hacer la mejor segunda vuelta de su historia con 16 partidos seguidos imbatido, logrando la salvación y quedando en séptima posición con 60 puntos, clasificado para la siguiente edición de la Copa del Rey.
En la temporada 2019/2020 el equipo tiene como objetivo lograr el ascenso a Segunda División, siendo nuevamente Cubillo el entrenador. En esta temporada el equipo logró alcanzar la primera posición en la jornada 22, habiendo hecho un arranque algo irregular debido a la gran cantidad de empates que posteriormente le perjudicaría en la finalización prematura del campeonato como consecuencia de la pandemia del COVID-19, que paralizó todas las competiciones deportivas, entre ellas la Segunda División B. Como dato positivo, cabe destacar que en liga el equipo perdió solo un partido en toda la temporada en el campo del Badajoz por 1-0. Por desgracia para el equipo, la temporada se dio por finalizada en la jornada 28, en la cual el equipo quedó segundo, perdiendo el liderato con el Cartagena.
Finalmente, se llevó a cabo un playoff express, siendo Marbella, Málaga y Algeciras las sedes de los partidos. En estos playoff, el equipo caería eliminado en la primera ronda ante la Peña Deportiva por 0-2, finalizando el sueño del ascenso en esta temporada.

### Época oscura culpa de lacan, con doble descenso de categoría
En la siguiente temporada, la dirección deportiva decide prescindir de los servicios de David García Cubillo y se contrata a Víctor Moreno como nuevo director deportivo, el cual sería el encargado de mejorar la plantilla. Sin embargo, lejos de mejorar una plantilla que había logrado perder un solo partido en toda la temporada, decidió cambiar toda la plantilla, manteniendo a una pequeña parte. Además, se contrató a José Manuel Aira como entrenador, el cual venía de realizar una buena campaña con la Cultural Leonesa, llegando incluso a jugar el pasado playoff de ascenso.
Por desgracia, la falta de experiencia en la categoría por parte de los nuevos jugadores se hizo notar desde el principio y conforme se pasaban las jornadas, el equipo no sacaba los puntos, lo que acabó hundiendo al equipo en la penúltima posición en la primera fase del campeonato.
Debido a los malos resultados, José Manuel Aira decidió dimitir, aunque la decisión se tomó demasiado tarde, ya que el equipo al final de la primera fase acabaría penúltimo, descendiendo una categoría, a 2.ª RFEF. Fue entonces cuando se apostó por Abraham García como nuevo entrenador hasta final de temporada en la segunda fase del campeonato por eludir un segundo descenso. 
Pese a que el equipo logra ganar cinco de los ocho partidos, los 18 puntos obtenidos en la primera fase fueron una losa imposible de compensar, jugándose la permanencia en la última jornada sin depender de sí mismo ante el Yeclano Deportivo, paradójicamente ante el sucesor del equipo ante el que se logró el ascenso a Segunda División en 1992. De esta manera, el Marbella perdía otra categoría y el objetivo de la temporada de ascender a Segunda División se convirtió en un doble descenso hasta la 3.ª RFEF, donde se enfrentará nuevamente a equipos de la provincia cercanos, como la UD San Pedro, poniendo punto final a la peor temporada de la entidad en toda su historia.

### Periodo de reconstrucción
En la siguiente temporada, se toma la decisión de mantener a Abraham García como entrenador. Tras una primera vuelta irregular, el equipo no logra adaptarse a la zona alta de la tabla, lo que obliga a la entidad a renovar gran parte de la plantilla, lo que mejoró el rendimiento, aunque sería demasiado tarde, ya que el Juventud de Torremolinos lograría quedar en primera posición, consiguiendo un histórico ascenso a la Segunda Federación. El equipo finaliza la campaña en tercera posición, lo que le permitió disputar el playoff territorial ante la U.D.Almería "B", equipo con el que caería eliminado en la prórroga en la primera ronda eliminatoria del playoff celebrado en Estepona, haciendo que el equipo tenga que disputar la siguiente temporada en Tercera Federación, lo que provocó el cese de Abraham García como entrenador.

### Doble ascenso de categoría
Al año siguiente, el equipo tendría como entrenador a Emilio Fajardo y una plantilla totalmente renovada, con la que se conquistaría la Copa RFAF ante la UD Torre del Mar (3-1 penaltis), el Torredonjimeno (1-0) y en la final ante el Salerm Puente Genil (4-0). Finalmente, el equipo lograría un doblete al quedar primero del grupo IX de Tercera Federación, venciendo por 1-0 al Real Jaén, el segundo de la liga y que estaba a solo 1 punto de los blanquillos, logrando el ascenso a Segunda Federación.
En la temporada del debut en Segunda Federación, el equipo cambiaría de entrenador, siendo el ex del Real Madrid Juvenil "B" Francisco Ruiz Beltrán. Durante la primera vuelta el equipo haría un excelente arranque, en el que lograría mantenerse líder del campeonato hasta la decimotercera jornada, donde el Sevilla Atlético lograría el liderato. El final de la primera vuelta dejó muchas dudas con un Marbella que estaba tercero pero coqueteando con abandonar la zona de playoff.
En invierno, el equipo logró de nuevo la cesión del delantero Jaques Dago, el cual había jugado pocos minutos en el CD Alcoyano. Fue entonces, cuando el equipo comenzó a encadenar una serie de resultados positivos que le asentaron en la tercera posición, logrando la clasificación matemática para el playoff con un 2-6 en el campo del Vélez CF.
En la fase de ascenso, al Marbella le tocó el Getafe CF "B" en semifinales, logrando un empate a cero en Las Rozas y ganando el partido de vuelta por 2-1 en el Banús Football Center, logrando el pase a la final del playoff y rompiendo la maldición de no haber pasado de la primera ronda en ninguna de sus anteriores participaciones en fases de ascenso. En la final del playoff, la UD Logroñés fue el último rival para un Marbella que tuvo que jugar el partido de vuelta en Las Gaunas.
En el partido de ida, el Marbella logró un importante 1-0 en casa para el partido de vuelta, donde también lograría vencer por 0-1 en el estadio de Las Gaunas ante más de 14.000 espectadores, logrando el ascenso a Primera Federación y encadenando dos ascensos consecutivos, recuperando la categoría perdida tres temporadas atrás.

### Debut en Primera Federación
En la temporada 2024/25 el equipo debutó en Primera Federación ganando en casa al Castilla (1-0) y sacando resultados positivos hasta finales de la primera vuelta. El 4 de enero de 2025, tras haber eliminado al Bergantiños de Segunda Federación y al Burgos de Segunda División, el equipo jugó la eliminatoria de Copa del Rey ante el Atlético de Madrid en La Rosaleda, ya que La Dama de Noche no reunía las condiciones para albergar un partido de esas características. El encuentro finalizó con victoria del Atlético de Madrid por 0-1 y con el equipo dando una grata imagen. Sin embargo, tras ese partido los resultados comenzaron a empeorar en liga, hasta el punto de llegar a la destitución de Fran Beltrán en el banquillo en la jornada 20. En su lugar, llegó Abel Segovia, quien había logrado el ascenso del Antequera a Primera Federación en la 2022/23. Por desgracia, los resultados no acompañaron y fue también destituido en la jornada 29, habiendo conseguido tan solo 6 puntos de 24, lo que dejó al equipo en una delicada situación, ocupando el penúltimo puesto y a 4 puntos de la salvación. Sin embargo, todo cambió con la llegada del siguiente entrenador, y contra todo pronóstico, Carlos De Lerma fue elegido como nuevo entrenador con el objetivo de conseguir algo que parecía realmente complicado. Desde el primer momento, la imagen del equipo cambió, logrando la victoria en el primer partido como técnico en campo del Sevilla Atlético (0-1), consiguiendo salir del descenso y mantener las opciones de salvación en una última jornada trepidante, en la que a falta de 7 minutos para el final y ganando 2-0 al Antequera en casa, el equipo estaba matemáticamente descendido, pero en los 7 minutos restantes dos goles del colista del grupo, el Intercity en el campo del Yeclano, daba la permanencia in-extremis al equipo y condenaba al Yeclano al descenso a Segunda Federación, ganándose el entrenador la continuidad para la siguiente temporada.

### Trayectoria histórica
| Temporada | Categoría           | POS  | PTS | PJ | G  | E  | D  | GF | GC | DG  | Máximo goleador     |
| --------- | ------------------- | ---- | --- | -- | -- | -- | -- | -- | -- | --- | ------------------- |
| 1997-1998 | Regional preferente | 1.º  | 83  | 34 | 25 | 8  | 1  | 95 | 16 | +79 |                     |
| 1998-1999 | Tercera División    | 6.º  | 73  | 42 | 20 | 13 | 9  | 60 | 31 | +29 | Morales (11)        |
| 1999-2000 | Tercera División    | 8.º  | 56  | 38 | 16 | 8  | 14 | 51 | 41 | +10 | Óscar Rueda (17)    |
| 2000-2001 | Tercera División    | 1.º  | 75  | 38 | 22 | 9  | 7  | 67 | 35 | +32 | Óscar Rueda (23)    |
| 2001-2002 | Tercera División    | 6.º  | 67  | 40 | 19 | 10 | 11 | 76 | 44 | +32 | Rafita (28)         |
| 2002-2003 | Tercera División    | 2.º  | 78  | 38 | 24 | 6  | 8  | 76 | 37 | +39 | Andrés Ramos (23)   |
| 2003-2004 | Segunda División B  | 15.º | 47  | 38 | 12 | 11 | 15 | 42 | 48 | -6  | Andrés Ramos (14)   |
| 2004-2005 | Segunda División B  | 5.º  | 59  | 38 | 16 | 11 | 11 | 46 | 42 | +4  | Andrés Ramos (21)   |
| 2005-2006 | Segunda División B  | 9.º  | 52  | 38 | 13 | 13 | 12 | 41 | 41 | 0   | Santi Moreno (12)   |
| 2006-2007 | Segunda División B  | 7.º  | 56  | 38 | 15 | 11 | 12 | 40 | 34 | +6  | Santi Moreno (11)   |
| 2007-2008 | Segunda División B  | 15.º | 46  | 38 | 12 | 10 | 16 | 29 | 42 | -13 | Sosa (5)            |
| 2008-2009 | Segunda División B  | 4.º  | 64  | 38 | 16 | 16 | 6  | 48 | 33 | +15 | Santi Moreno (11)   |
| 2009-2010 | Segunda División B  | 19.º | 31  | 38 | 7  | 10 | 21 | 36 | 62 | -26 | Santi Moreno (7)    |
| 2010-2011 | Tercera División    | 10.º | 53  | 38 | 15 | 8  | 15 | 55 | 47 | +8  | Arambarri (9)       |
| 2011-2012 | Tercera División    | 3.º  | 78  | 40 | 24 | 6  | 10 | 66 | 28 | +38 | Pibe (11)           |
| 2012-2013 | Tercera División    | 11.º | 49  | 38 | 11 | 16 | 11 | 52 | 53 | -1  | Pibe (10)           |
| 2013-2014 | Tercera División    | 1.º  | 86  | 38 | 27 | 5  | 6  | 81 | 37 | +44 | Añón (20)           |
| 2014-2015 | Segunda División B  | 10.º | 51  | 38 | 13 | 12 | 13 | 42 | 48 | -6  | Sergio Narváez (8)  |
| 2015-2016 | Segunda División B  | 14.º | 45  | 38 | 9  | 18 | 11 | 46 | 47 | -1  | Juanfri (9)         |
| 2016-2017 | Segunda División B  | 7.º  | 58  | 38 | 16 | 10 | 12 | 46 | 45 | +1  | Kike Márquez (15)   |
| 2017-2018 | Segunda División B  | 2.º  | 70  | 38 | 20 | 10 | 8  | 49 | 27 | +22 | Francis Ferrón (15) |
| 2018-2019 | Segunda División B  | 7.º  | 60  | 38 | 17 | 9  | 12 | 42 | 33 | +9  | Juanma García (12)  |
| 2019-2020 | Segunda División B  | 2.º  | 53  | 28 | 13 | 14 | 1  | 39 | 20 | +19 | Manel Martínez (9)  |
| 2020-2021 | Segunda División B  | 15.º | 34  | 26 | 9  | 7  | 10 | 31 | 27 | +4  | Juanmi Callejón (8) |
| 2021-2022 | Tercera Federación  | 3.º  | 58  | 32 | 18 | 4  | 10 | 53 | 26 | +27 | Isuardi (19)        |
| 2022-2023 | Tercera Federación  | 1.º  | 72  | 30 | 23 | 3  | 4  | 67 | 17 | +50 | Jacques Dago (23)   |
| 2023-2024 | Segunda Federación  | 3.º  | 56  | 34 | 16 | 8  | 10 | 41 | 32 | +9  | Hugo Rodríguez (7)  |
| 2024-2025 | Primera Federación  | 15º  | 46  | 38 | 12 | 10 | 16 | 51 | 58 | -7  | José Callejón (11)  |

## Datos del club
- Temporadas en Primera División: 0
- Temporadas en Segunda División: 0
- Temporadas en Primera Federación: 2 (incluyendo la 25/26)
- Temporadas en Segunda Federación: 1
- Temporadas en Tercera Federación: 2
- Temporadas en Segunda División B: 14
- Temporadas en Tercera División: 9
- Temporadas en Categorías Regionales: 1

## Palmarés
- Fase autonómica Copa Federación de Andalucía Oriental: (4) 2002-03, 2004-05, 2006-07, 2007-08
- Copa Real Federación Andaluza de Fútbol: (1) 2022

## Trofeos amistosos
- Trofeo Ciudad del Torcal (Antequera) (1): 2003
- Trofeo Virgen de la Palma (Algeciras) (1) 2006